# Kubelka-Munk-Theorie
Die Kubelka-Munk-Theorie (benannt nach Paul Kubelka und Franz Munk) beschreibt die Lichtabsorptions- und Lichtstreuungseigenschaften pigmentierter Systeme, wie Farbanstrichen oder Farbstoffen in Textilgeweben. Sie wurde im Jahr 1931 entwickelt.
Die Theorie kann aus Messungen zweier Schichtdicken voraussagen, wie die Farbe bei anderen Schichtdicken wirkt. Damit können Farbhersteller abschätzen, wie viel Pigment sie einer Farbe beimischen müssen, damit die Farbe bei einer gewissen Dicke des Auftrags deckend ist.
Mit Hilfe der Theorie kann auch die Farbwirkung der Mischung zweier Farbstoffe vorausgesagt werden, wenn die Parameter der einzelnen Farbstoffe mit Hilfe spektroskopischer Messungen bestimmt wurden. Die Ergebnisse sind dabei besser als bei naiver Anwendung der subtraktiven Farbmischung.

## Voraussetzungen und Randbedingungen
Die Theorie gilt unter der Voraussetzung, dass die Absorption in einem Medium deutlich schwächer als die Streuung ist und die Spiegelung an der Oberfläche vernachlässigbar. Dies gilt zum Beispiel für matte, helle Farben.
Dazu haben Kubelka und Munk die Wege von Licht innerhalb von Farbanstrichen stark vereinfacht beschrieben. Das Licht kann sich in diesem Modell nur senkrecht durch die Farbschicht bewegen. Dies wird mit statistischen Annahmen begründet, die bei Isotropie von Einstrahlung und Streuung innerhalb der Farbschicht gelten. Unbeschichtete Papiere unter diffuser Beleuchtung werden daher durch die Kubelka-Munk-Theorie gut beschrieben, beschichtete Glanzpapiere unter direktem, gerichtetem Licht hingegen schlechter.

## Beschreibung
Die zentrale Gleichung der Theorie, die Kubelka-Munk-Funktion, lautet:
{\displaystyle {\frac {K}{S}}={\frac {(1-R_{\infty })^{2}}{2R_{\infty }}}<1}
mit
- einer abstrakten Absorptionskomponente {\displaystyle K}
- einer abstrakten Streukomponente {\displaystyle S}
- der Reflektanz {\displaystyle R_{\infty }} einer unendlich dicken Farbschicht. Diese  kann in der Praxis ersetzt werden durch die Reflektanz einer Schicht, die so dick ist, dass Messgeräte keinen Unterschied mehr feststellen. Somit kann die rechte Seite der Gleichung messtechnisch bestimmt werden.

Die Theorie geht davon aus, dass die Absorptions- und Streukomponenten bei verschiedenen Dicken einer Farbschicht jeweils konstant bleiben.
Diese Komponenten haben in der Kubelka-Munk-Theorie nicht die Bedeutung physikalischer Wahrscheinlichkeiten pro Volumen. Dies kommt daher, dass die konkreten Wege von Licht im Material dreidimensional und damit länger sind; mit zunehmender Streuung steigt auch die Wahrscheinlichkeit, dass Licht innerhalb eines Volumens wirklich absorbiert und in andere Energieformen umgewandelt wird.